# Едуард Савойски
Едуард Савойски, наричан Либералния (на италиански: Edoardo di Savoia, il Liberale; * 8 февруари 1284, Божè, Сеньория Брес; † 4 ноември 1329, Париж, Кралство Франция) е 15-и граф на Савоя, граф на Аоста и на Мориен (1323 – 1329).

## Произход
Едуард, според френския историк Самюел Гишенон, е вторият син на Амадей V (* 1252, † 1323), граф на Савоя, на Аоста и на Мориен, и на първата му съпруга Сибила или Симона дьо Боже (* 1255, † 1294). Негови дядо и баба по бащина линия са Томас II, граф на Пиемонт, и Беатрис Фиески, а по майчина – владетелят на Боже и на Брес Гиг II дьо Боже и Дофина дьо Сен Боне (а не Беатрис Монфератска, дъщеря на Вилхелм VI Монфератски). Има двама братя и пет сестри:
- Бона (* 1275, † 1993/1300), дофина на Виен и графиня на Албон, Гренобъл, Уазан, Бриансон, Амбрюн и Гап като съпруга на Жан I и господарка на Монбрисон като съпруга на Хуго I Бургундски.
- Еленора (* 1279, † 1324), графиня на Оксер и на Тонер като съпруга на Вилхелм дьо Шалон-Оксер, господарка на Сент Ермин като съпруга на Дрьо IV дьо Мело и графиня на Форез като съпруга на Жан I.
- Жан (* 1280, † 1284)
- Беатрис (* 1281, † пр. 1294), годеница на бъдещия граф на Женева Вилхелм III
- Агнес (* 1286 † 1322), графиня на Женева като съпруга на Вилхелм III
- Аймон Миролюбивия (* 1291, † 1343), 16-и граф на Савоя, Аоста и Мориен (1329 – 1343), съпруг на Йоланда Палеологина
- Маргарита (* 1280, † 1339), маркграфиня на Монферат като съпруга на Жан I

Освен това има четири природени сестри от втория брак на баща си, сред които императрицата на Византия Йоанна (Анна).

## Биография

### Детство и юношество
Едуард е роден на 8 февруари 1284 г. в градчето Боже в Брес, дн. Франция. Според френския историк Жан Фрезе взима името на братовчед си Едуард I от Англия, син на първата братовчедка на баща му Елеонора Прованска. В годината на раждането му най-големият му брат Жан умира.
Чичото на неговия баща, графът на Савоя Филип I, умира на 15 или 16 август 1285 г. и бащата на Едуард, Амадей го наследява като Амадей V.
В началото на 1294 г. майка му Сибила пише завещание, в което тя разпределя различни завещания, включително на нейния съпруг и на петте ѝ все още живи деца, включително Едуард.
На 20-годишна възраст е изпратен от баща си във Франция с въоръжени мъже, за да помогне на крал Филип Хубави срещу фламандците, където освен доказателство за храброст той се окичва със славата на спасител на личността на краля, който се бори с враговете си.
През 1307 г. неговият баща Амадей V пише завещание, в което го обявява за свой единствен наследник в Контадо Савоя и също така определя различните завещания както на децата от първия си брак, така и на тези от втория. През следващите години Едуард, според френския историк Виктор Флур дьо Сен-Жени, управлява Савоя по време на отсъствията на баща си, който отива в Англия, няколко пъти във Франция, по време на експедициите му до Италия и по време на защитата на остров Родос.

### Граф на Савоя
Баща му Амадей V умира на 16 октомври 1323 г., докато е в Авиньон, за да се срещне с папа Йоан XXII, за да го подтикне да предприеме кръстоносен поход в полза на Византийската империя, която се поддава под атаките на Османската империя. Той е наследен от сина си Едуард.
Едуард позволява на евреите да се заселват в Савоя и премахва паричните компенсации за престъпления. Традицията показва, че той е този, който е разрешил заселването на евреите в Шамбери от 1319 г. Въпреки това те изглеждат добре установени в столицата на Савойското графство от самото начало на 14 век с получаването на гробище през 1302 г. Едуард предоставя и многобройни привилегии: на Сен Жармен д'Амберьйо през 1323/1328 г., на Бия (От Рон), Леа (От Рон) и Ивоар (Шабле) през 1324 г., и на Балон (От Рон) през 1326 г., и оттук идва прозвището му „Либералния“.
Управлението на Едуард, почти винаги във война с враговете си, е кратко. Атакуван от Дофина на Виен, от Господаря на Фосини и от други принцове, той ги завладява, но на следващата година е победен от дофина Гиг VIII дьо ла Тур дю Пен и неговия брат Хумберт, барон на Фосини, в равнината на Сен Жан ле Вьо в битката при замъка във Варе в Бюже. В тази битка Едуард е пленен от враговете, но е незабавно освободен от своите гвардейски капитани. За други благородници, взети в плен, Едуард трябва да плати откуп, като според Фрезе трябва да се откаже от някои привилегии и да продаде замъци и феодални владения, за да може да плати.
През 1327 г. Еуард трябва да се намеси в Мориен, за да потуши зараждащ се бунт.
През 1328 г. е в свитата на новия краля на Франция Филип VI дьо Валоа в кампанията във Фландрия, участвайки в битката при Мон Касел, където фламандските бунтовници са тържествено победени.
В Париж, чрез посредничеството на вдовицата на Луи X, кралицата на Франция Клеманс, Едуард сключва ново мирно споразумение с дофина на Виен Гиг VIII дьо ла Тур дю Пен. Това е потвърдено на събранието в Амиен през 1329 г., където той предлага кръстоносен поход в полза на Византийската империя, където неговата полусестра Анна е императрица.

### Смърт
Докато се подготвя да последва краля на Франция в Авиньон, за да се срещне с папа Йоан XXII, Едуард се разболява в Жантийи и умира внезапно на 4 ноември 1329 г. на 45-годишна възраст. Погребан е в Абатство Откомб на 22 ноември. Тъй като има само една дъщеря, той е наследен от брат си Аймон.

## Брак и потомство
∞ 27 септември 1307 в Замъка Монбар, Бургундия за Бланш Бургундска (* ок. 1288, † 28 юли 1348, Дижон), втората дъщеря на херцога на Бургундия и титулярен крал на Солун Робер II и на съпругата му Агнес Френска и внучка по майчина линия на краля на Франция Свети Луи IX и на Маргарите Прованска. Предвид степента на родство на съпрузите е необходима папско разрешение от Бонифаций VIII. Имат една дъщеря:
- Йоанна Савойска (* ок. 1310, † 29 юни 1344, Замък Венсан), виконтеса на Лимож; ∞ 21 март 1330 в Катедралата на Шартър за Жан III Добрия (* 1286, † 1341), херцог на Бретан, от когото няма деца. Претендира за наследството след смъртта на баща си, но отстъпва правата си на чичо си по бащина линия Аймон за годишна рента от 6000 ливри.

### Първични източници
- Matthæi Parisiensis, Monachi Sancti Albani, Chronica Majorar, vol. V.
- Monumenta Germaniae Historica, Scriptores, Tomus XXIV.
- Matthæi Parisiensis, Monachi Sancti Albani, Chronica Majorar, vol. IV.
- Recueil des historiens des Gaules et de la France. Tome 20.
- Recueil des historiens des Gaules et de la France. Tome 21.
- Mémoires et documents publiés par la Société d'histoire et d'archéologie de Genève - tome 9
- Preuves de l'Histoire généalogique de la royale maison de Savoie, justifiée par titres, ..par Guichenon, Samuel
- Chartes du diocèse de Maurienne

### Историографска литература
- Histoire de Savoie, d'après les documents originaux,... par Victor ... Flour de Saint-Genis. Tome 1
- Histoire généalogique de la royale maison de Savoie, justifiée par titres, ..par Guichenon, Samuel
- Histoire de la Maison de Savoie
- Titres de la maison ducale de Bourbon
- Testamenti di sovrani e principi di SavoiaАрхив на оригинала от 2021-10-18 в Wayback Machine.
- Museo scientifico, letterario ed artistico:Beatrice Fieschi, с. 53 e 54
- Marie José: Das Haus Sayoven, Stiftung Pro Castellione, 1994

### Други
- COMTES de SAVOIE et de MAURIENNE 1060 – 1417 – EDOUARD de Savoie, Foundation for Medieval Genealogy
- Savoy 2 – Edoardo "il Liberale", Genealogy
- Dinastia di Casa Savoia, на contironco.it. Архивирано от оригинала на 18 април 2007 г.
- André Palluel-Guillard, Édouard Архив на оригинала от 2014-05-18 в Wayback Machine., La Maison de Savoie, Sabaudia.org.